# Culcasia ekongoloi
Culcasia ekongoloi är en kallaväxtart som beskrevs av Ntépé-nyamè. Culcasia ekongoloi ingår i släktet Culcasia och familjen kallaväxter. Inga underarter finns listade.